# Красново (Зубцовский район)
Красно́во — деревня в Зубцовском районе Тверской области. Входит в состав Вазузского сельского поселения.

## География
Находится в южной части Тверской области на расстоянии приблизительно 12 км на восток-юго-восток от районного центра города Зубцов.

## История
Деревня была отмечена еще на карте Менде (состояние местности на 1848 год). В 1859 году здесь (деревня Красная Зубцовского уезда Тверской губернии) было учтено 11 дворов, в 1941—30.

## Население
Численность населения: 105 человек (1859 год), 24 (русские 96 %) в 2002 году, 22 в 2010.